# Soosiulus dextrorsus
Soosiulus dextrorsus är en insektsart som beskrevs av Young 1977. Soosiulus dextrorsus ingår i släktet Soosiulus och familjen dvärgstritar. Inga underarter finns listade i Catalogue of Life.